# Cartes Bancaires
Система расчётов Cartes Bancaires (CB) (фр. Groupement des Cartes Bancaires CB) — национальная система расчётов по банковским картам во Франции, включающая более 46 000 банкоматов и свыше 1 миллиона точек обслуживания.
Carte Bleue — торговая марка банковских карт, ассоциированная с Cartes Bancaires (CB). Все банковские карты Carte Bleue обслуживаются CB, но система расчётов CB проводит операции не только по карта Carte Bleue, но и по картам MasterCard. CB обеспечивают поддержку банкоматов и сетевую инфраструктуру точек обслуживания, в то время как Carte Bleue является средством платежа (дебетовая карта).
Система расчётов CB была основана в 1984 году рядом крупных коммерческих банков Франции. Начиная с 1992 года все карты CB являются смарт-картами.